# Сабіньян
Сабіньян, Савіньян (ісп. Sabiñán або ісп. Saviñán) — муніципалітет в Іспанії, у складі автономної спільноти Арагон, у провінції Сарагоса. Населення — 793 особи (2010).
Муніципалітет розташований на відстані близько 210 км на північний схід від Мадрида, 60 км на захід від Сарагоси.

## Демографія
Динаміка населення (INE ):